# Colbert County
Das Colbert County ist ein County im Bundesstaat Alabama der Vereinigten Staaten. Der Sitz der Countyverwaltung (County Seat) befindet sich in Tuscumbia.

## Geographie
Das County liegt fast im äußersten Nordwesten von Alabama, grenzt im Westen an Mississippi, ist im Norden etwa 40 km von Tennessee entfernt und hat eine Fläche von 1615 Quadratkilometern, wovon 75 Quadratkilometer Wasserfläche sind. Es grenzt in Alabama im Uhrzeigersinn an folgende Countys: Lauderdale County, Lawrence County und Franklin County.

## Geschichte
Die erste Besiedlung geht zurück auf die Cherokee- und Chickasaw-Indianer sowie auf die ersten französischen Händler um 1715. Die ersten Siedler kamen über den Tennessee River. 1790 betrieb George Colbert (1744–1839) mit seinem Bruder Levi Colbert (1759–1834) die erste Fähre am Tennessee River. Die erste Siedlung wurde 1810 gegründet und hatte 1818 eine Sägemühle, drei Häuser und zwei Handelsposten. Später entstand daraus die Stadt Tuscumbia. Die erste Eisenbahnanbindung kam 1830. Colbert County wurde am 6. Februar 1867 auf Beschluss der State Legislature aus Teilen des Franklin County gebildet und noch im gleichen Jahr wieder aufgelöst. Im Januar 1870 wurde das County durch Gouverneur William Hugh Smith wiederbelebt. Benannt wurde es nach den Brüdern Colbert, die beide Häuptlingen der Chickasaw-Indianer waren. Die Namen in der Sprache ihre Volkes waren Tootemastubie und Itawamba Mingo. Hintergrund für die Bildung des Countys war die Absicht, den Demokraten zusätzliche Sitze in der State Legislature zu verschaffen, die während der Reconstruction von den Radikalen Republikanern kontrolliert wurde. Da zu dieser Zeit im Colbert County weniger als 25 % der Bevölkerung Afroamerikaner waren, war dies ein sicherer Wahlbezirk für die Demokraten. Im November 1874 richtete ein Tornado im County große Schäden an und machte Tuscumbia nahezu dem Erdboden gleich. 1959 gründete Rick Hall die FAME Studios in Muscle Shoals, das in der Folge in der Musikwelt bekannt wurde. Unter anderem nahmen hier Aretha Franklin, die Allman Brothers, Lynyrd Skynyrd, Wilson Pickett, Rod Stewart und Little Richard hier Platten auf. Im Jahr 1990 wurde im Ort die Alabama Music Hall of Fame eingerichtet.

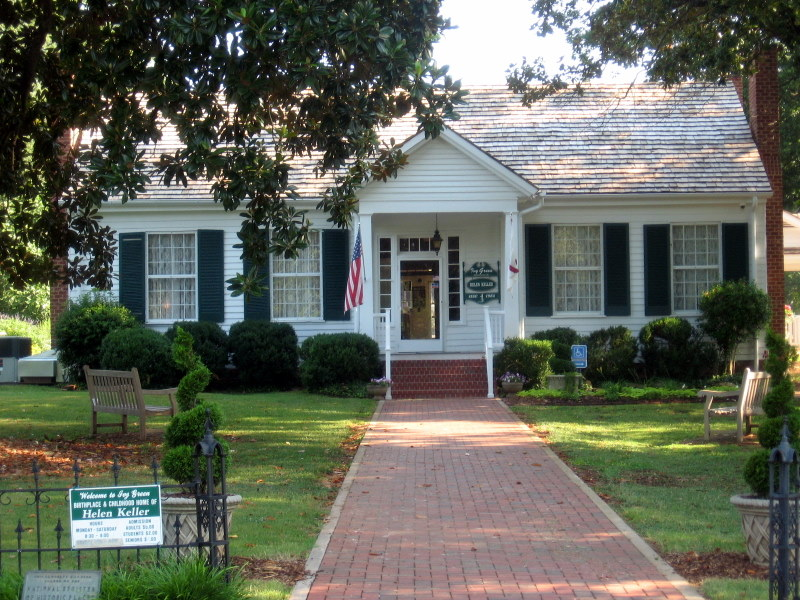
Ivy Green (2009) ist der Geburtsort der Schriftstellerin Helen Keller und hat seit März 1992 den Status eines National Historic Landmarks.

30 Bauwerke und Stätten im County sind im National Register of Historic Places (NRHP) eingetragen (Stand 1. April 2020), wobei die Talsperre Wilson (Alabama), Barton Hall und Ivy Green den Status eines National Historic Landmarks  haben.

## Demographische Daten

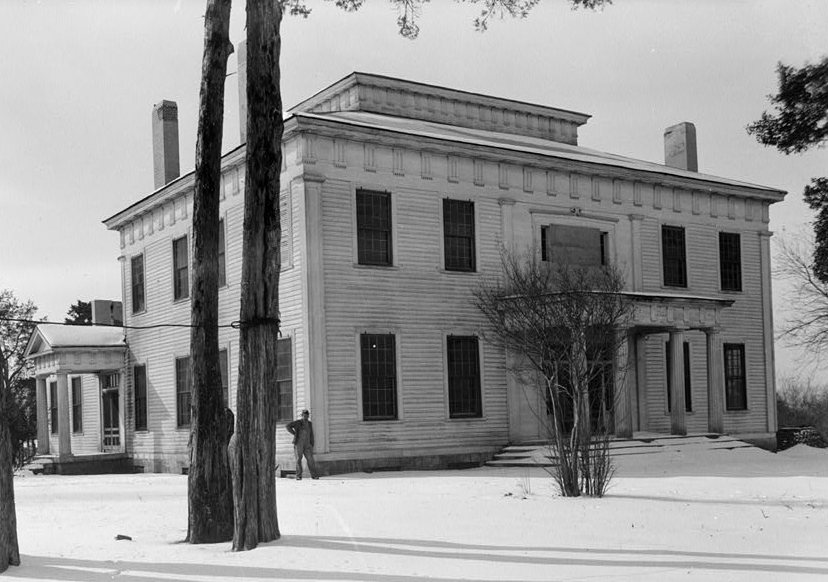
Die Plantage Barton Hall (Historic American Buildings Survey, 1935) hat seit November 1973 den Status eines National Historic Landmarks.

Nach der Volkszählung im Jahr 2000 lebten im Colbert County 54.984 Menschen. Davon wohnten 592 Personen in Sammelunterkünften, die anderen Einwohner lebten in 22.461 Haushalten und 16.037 Familien. Die Bevölkerungsdichte betrug 36 Einwohner pro Quadratkilometer. Ethnisch betrachtet setzte sich die Bevölkerung zusammen aus 81,52 Prozent Weißen, 16,62 Prozent Afroamerikanern, 0,37 Prozent amerikanischen Ureinwohnern, 0,24 Prozent Asiaten, 0,02 Prozent Bewohnern aus dem pazifischen Inselraum und 0,34 Prozent aus anderen ethnischen Gruppen; 0,89 Prozent stammten von zwei oder mehr Ethnien ab. 1,12 Prozent der Bevölkerung waren spanischer oder lateinamerikanischer Abstammung.
Von den 22.461 Haushalten hatten 30,5 Prozent Kinder und Jugendliche unter 18 Jahren, die bei ihnen lebten. In 56,0 Prozent lebten verheiratete, zusammen lebende Paare, 12,1 Prozent waren allein erziehende Mütter, 28,6 Prozent waren keine Familien, 26,1 Prozent aller Haushalte waren Singlehaushalte und in 11,5 Prozent lebten Menschen im Alter von 65 Jahren oder darüber. Die Durchschnittshaushaltsgröße betrug 2,42 und die durchschnittliche Familiengröße betrug 2,92 Personen.
23,8 Prozent der Bevölkerung waren unter 18 Jahre alt, 8,1 Prozent zwischen 18 und 24, 27,8 Prozent zwischen 25 und 44, 24,9 Prozent zwischen 45 und 64 und 15,4 Prozent waren 65 Jahre oder älter. Das Durchschnittsalter betrug 39 Jahre. Auf 100 weibliche Personen kamen 91,8 männliche Personen und auf Frauen im Alter von 18 Jahren und darüber kamen 88,1 Männer.
Das jährliche Durchschnittseinkommen eines Haushalts betrug 31.954 USD, das Durchschnittseinkommen einer Familie 39.294 USD. Männer hatten ein Durchschnittseinkommen von 32.112 USD, Frauen 20.107 USD. Das Prokopfeinkommen betrug 17.533 USD. 11,1 Prozent der Familien und 14,0 Prozent der Einwohner lebten unterhalb der Armutsgrenze.

## Orte im County
- Alabama Shores
- Allsboro
- Barton
- Belview Heights
- Bingham
- Bishop
- Burnstown
- Cave Spring
- Cedar Hills Estates
- Cherokee
- Cliff Haven
- Colbert Heights
- Colonial Heights
- Cottontown
- Crooked Oak
- Emco-Listerhill Junction
- Ford City
- Fosters Mill
- Georgetown
- Hobgood
- Lakeview
- Lakeview Highlands
- Lane Springs
- Leighton
- Ligon Springs
- Lime Kiln
- Lime Rock
- Listerhill
- Littleville
- Malone
- Margerum
- Maud
- Midway
- Milk Springs
- Mount Hester
- Muscle Shoals
- Mynot
- Nitrate City
- Norala Junction
- Old Bethel
- Paradise Points
- Peytona Points
- Red Rock
- Richmond Hills
- Rivermont
- Riverton
- Rock Creek
- Sheffield
- South Sheffield
- Spring Valley
- Steenson Hollow
- Tuscumbia
- Underwood Crossroads
- Valdosta
- Village Number 1
- Virginia Shores
- White House Springs
- Whiteoak
- Wilson Lake Shores